# Parc-nature de l'Île-de-la-Visitation
Le parc-nature de l'Île-de-la-Visitation est un grand parc situé à Montréal, dans Sault-au-Récollet. En fait partie l'île de la Visitation, les anciennes installations hydrauliques, abandonnées aujourd'hui, l'île du Cheval-de-Terre, reliée à Laval par la centrale de la Rivière-des-Prairies, ainsi qu'un boisé laissé à l'état naturel en bordure de la rivière des Prairies.
Le parc a été constitué en 1984 lors de la rénovation de l'évacuateur de crues de la Centrale de la Rivière-des-Prairies. Il a une superficie de 34 hectares.

## Histoire
Cette île, dénommée Branchereau jusqu'en 1750, emprunte son nom à la paroisse de la Visitation-de-la-Bienheureuse-Vierge-Marie fondée en 1736. Les Sulpiciens, seigneurs des lieux, dans le but de maîtriser la force du courant, la relient à la rive par une digue. Entre 1724 et 1726, Simon Sicar, ingénieur, érige la digue, et construit un moulin à scie près de l'île. Il construit ensuite un moulin en pierre pour moudre le grain, un autre pour carder la laine.
En 1785, l'île est arpentée puis concédée.

## Moulins
Au cours du temps, les moulins ont connu plusieurs propriétaires.
- 1726-1837 : Séminaire de Montréal
- 1837-1867 : Pascal Persillier-Lachapelle & Succession
- 1867-1872 : Basile Piché
- 1872-1878 : M. Ouimet
- 1878-1883 : Wail McGauvran & Tucken
- 1883-1890 : R. Gagnon père et fils
- 1890-1906 : Dominion Leather Board Company
- 1906-1950 : Back River Power Co
- 1950-1980 : Milmont Fibreboards Co

Il y a eu :
- un moulin à clous, de 1833 à 1879
- un moulin à scie et à papier, de 1873 à 1890
- un moulin à papier, de 1890 à 1977

## Maison du Pressoir
Cette maison a été construite en 1806 par Didier Joubert qui l'utilisait pour presser les pommes et en faire du cidre. Elle a été ensuite une habitation. Subsistent les bases en maçonnerie qui ont servi d'assise à la machine.

## Tourisme
En été, le parc-nature est un lieu de promenades à vélo ou à pied. Le sentier piétonnier longe la berge et offre des vues de la rivière. Tout le long du sentier, se trouvent les monuments historiques (site des Moulins, maison du Pressoir, maison du Meunier) à visiter et s'y restaurer.
En hiver, la pratique du ski de fond est possible sur les pistes aménagées. Le chalet est ouvert pour se changer. Il y a aussi une petite montagne aménagée en glissade pour les enfants.
Le courant de la rivière des Prairies est fort à cet endroit.
La mémoire des lieux est perpétuée par l'organisme Cité Historia.

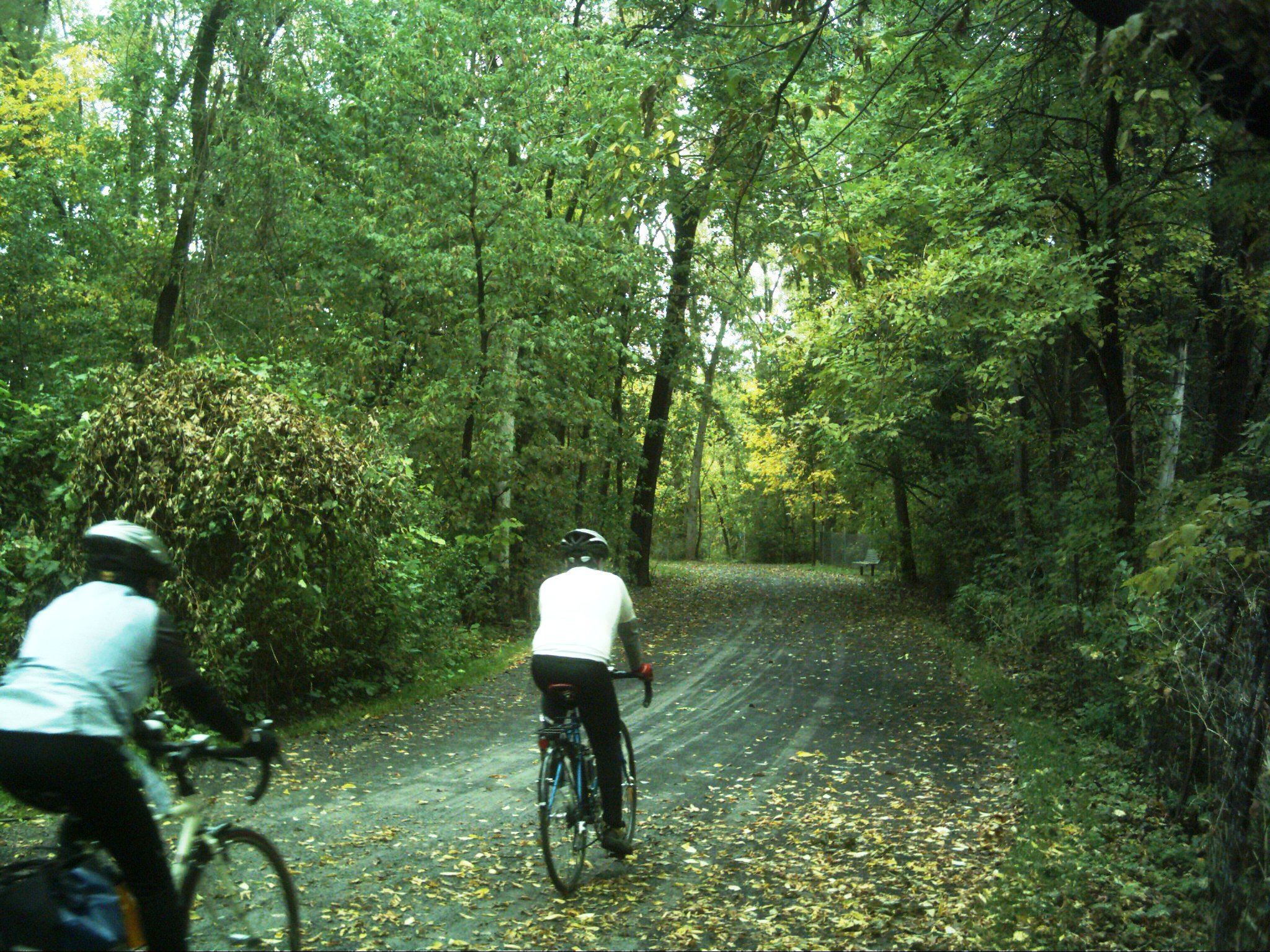
À vélo
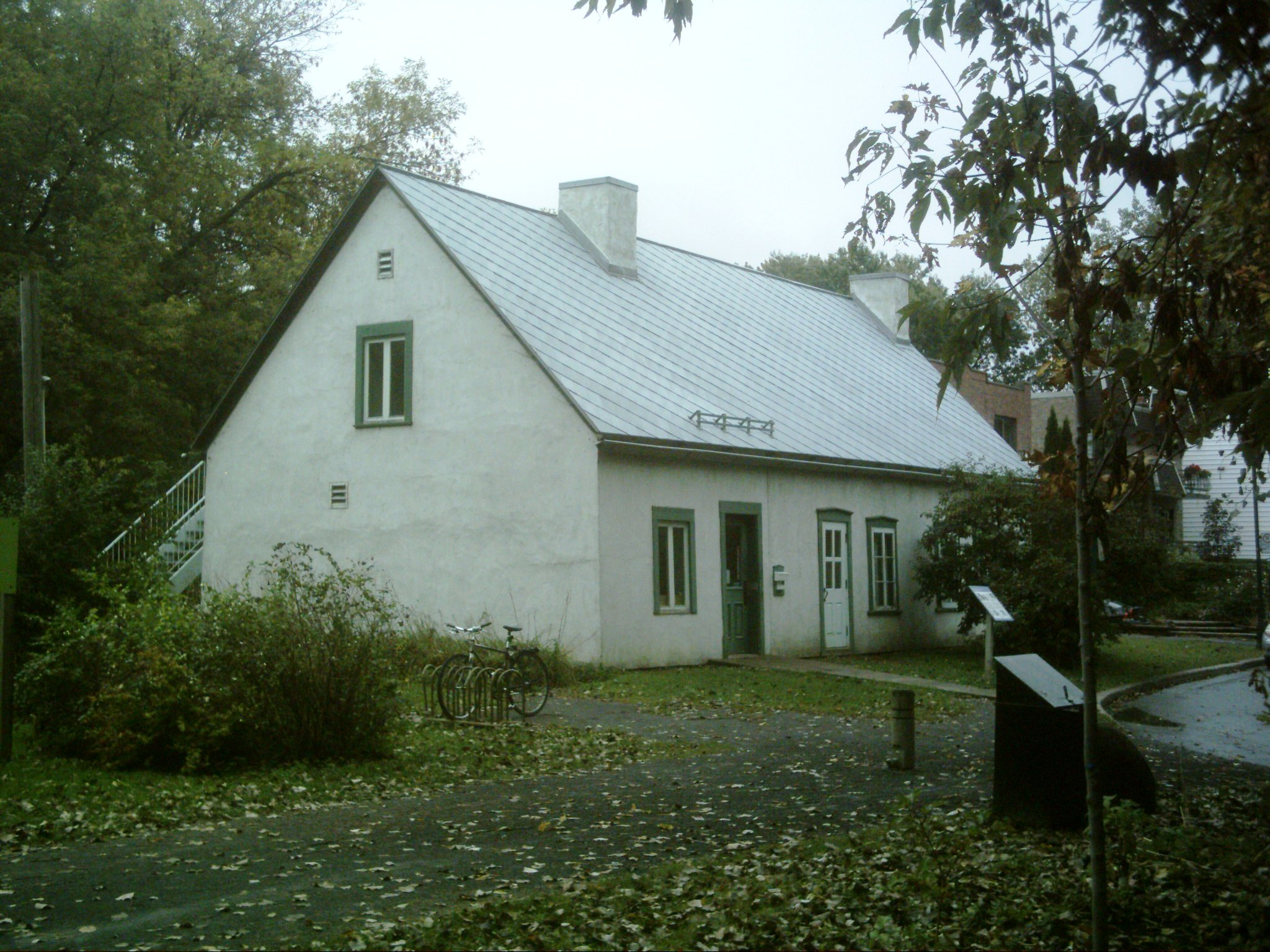
Maison du Pressoir
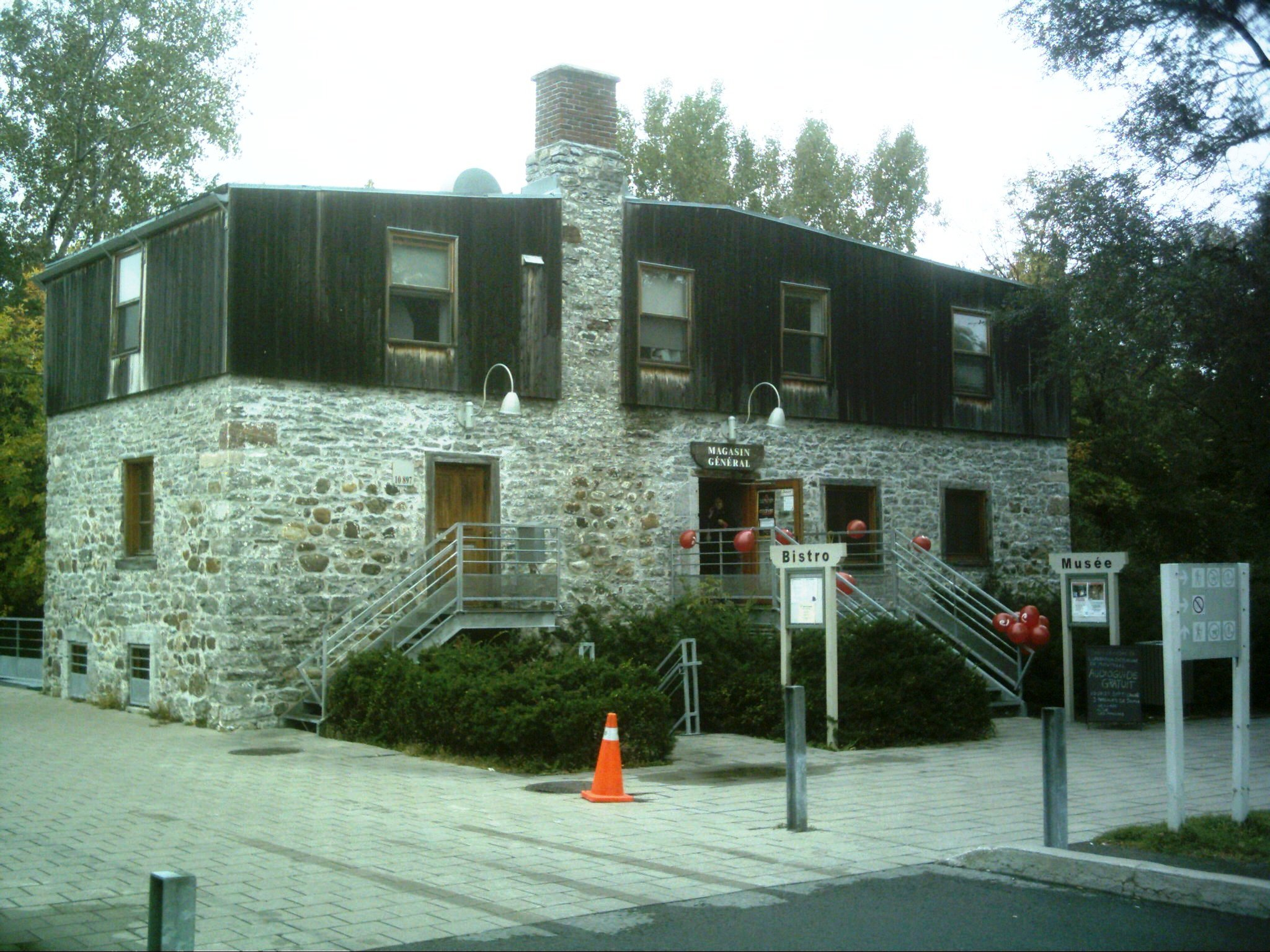
Maison du Meunier
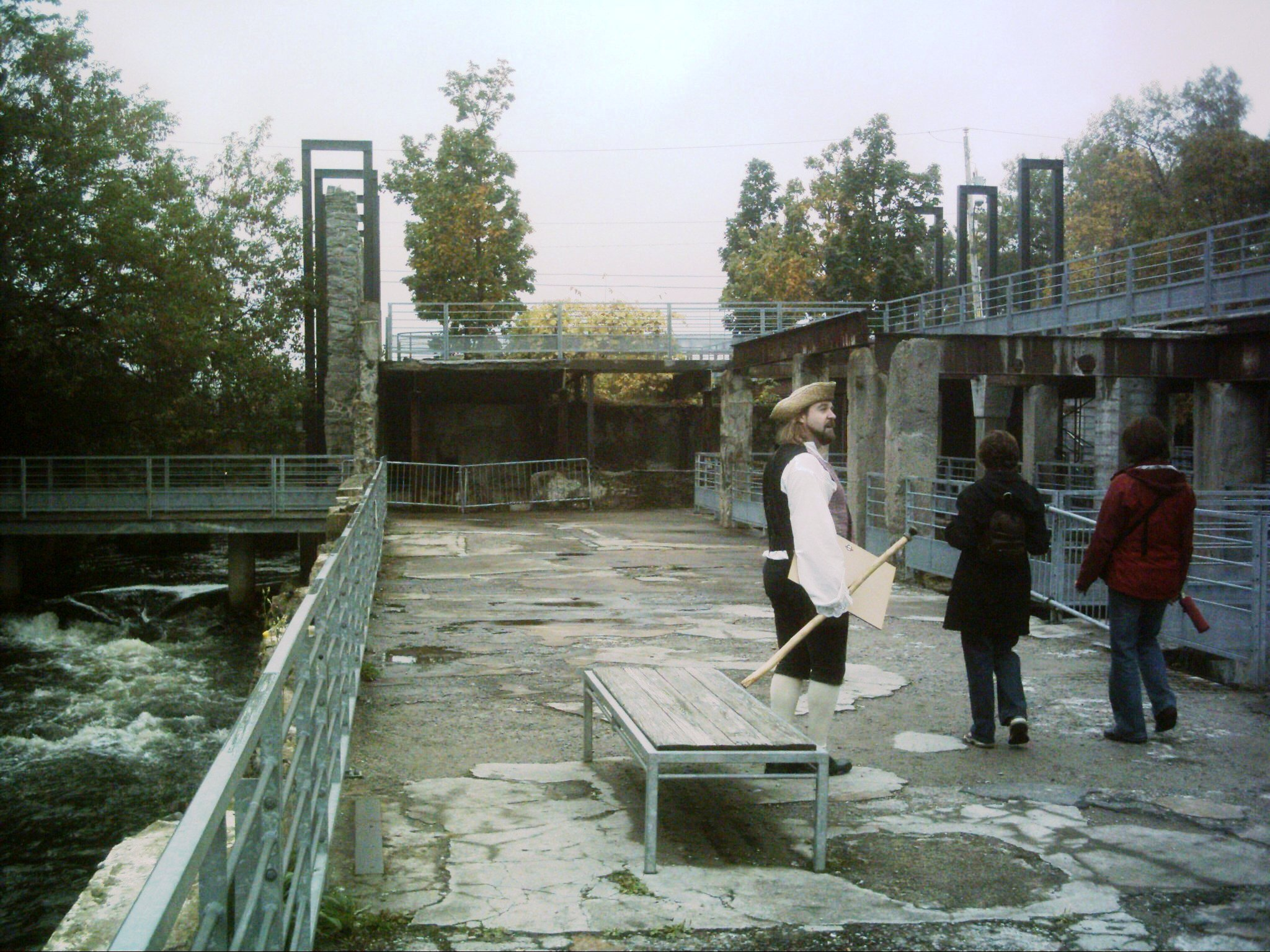
Guide, au site des Moulins

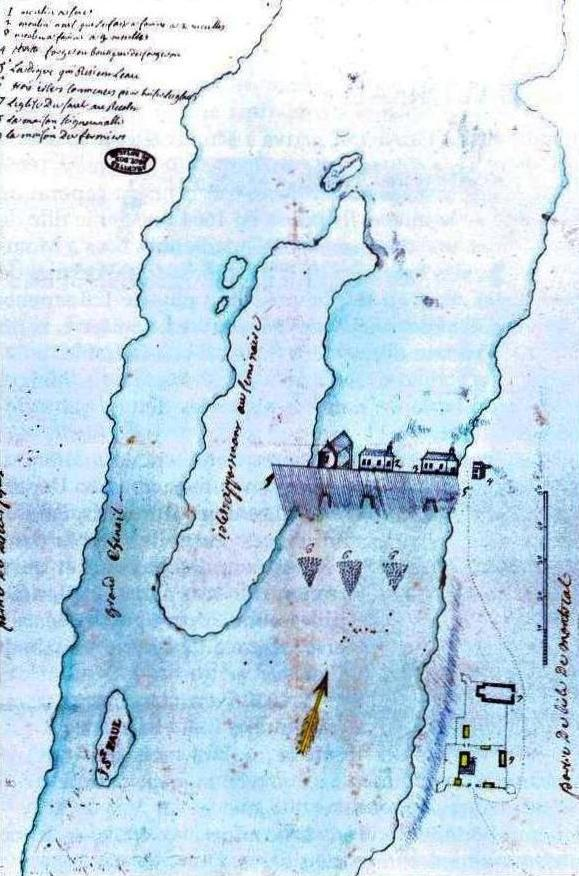
Les moulins du Sault-au-Récollet en 1726
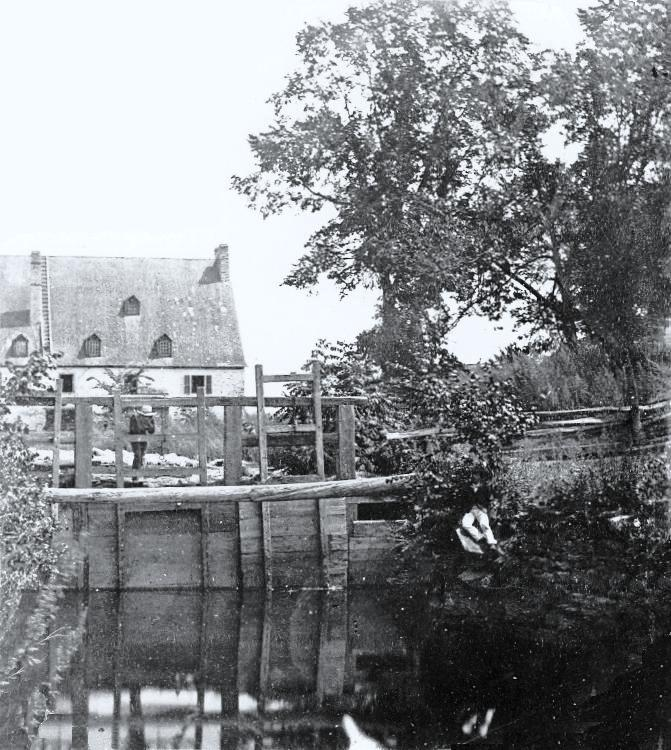
Au moulin des Récollets, vers 1860